# Evgenavis nobilis
Evgenavis nobilis — викопний вид базальних птахів, що існував у крейдовому періоді. Скам'янілі рештки виду знайдені у відкладеннях формації Ілек поблищу села Шестаково Кемеровської області Росії. Відомий лише по голотипу, що складається з фрагментів цівки.

## Назва
Родова назва Evgenavis означає «птах Євгена» і дана на честь російського палеонтолога Євгена Курочкіна. Видова назва nobilis з латини перекладається як «благородний».